# KFC Moerbeke
KFC Moerbeke is een Belgische voetbalclub uit Moerbeke. De club is aangesloten bij de KBVB met stamnummer 2990 en heeft groen en wit als kleuren.

## Geschiedenis
De club sloot zich aan bij de Belgische Voetbalbond en ging er in de provinciale reeksen spelen.
Moerbeke speelde regelmatig op het laagste niveau, Vierde Provinciale, maar promoveerde daaruit verschillende keren. Na een titel in 2007 steeg de club nog eens naar Derde Provinciale en toen men ook daar in 2011 kampioen werd, promoveerde Moerbeke naar Tweede Provinciale. Moerbeke is tot op heden (2023) een vaste Tweede Provincialer.